# Pieter Post (film)
Pieter Post (originele versie: Postman Pat: The Movie) is een Amerikaanse-Britse animatiefilm uit 2013, geregisseerd door Mike Disa en is gebaseerd op de animatieserie Pieter Post. In de Nederlandse versie spreekt Jan de Hoop de stem van Pieter Post.

## Verhaal
In Groenbeek (Greendale o.v.) worden audities gehouden voor een televisie talentenjacht met onder meer jurylid Simon Cowbell (een parodie op Simon Cowell). De eerste kandidaten presteren ver onder de maat. Ten slotte doet Pieter Post ook een poging als zanger. Tegen alle verwachtingen in, ontdekt Simon Cowbell in Pieter een nieuw zangtalent.

## Stemverdeling

### Hoofdpersonages
| Personage                          | Engelse stem       |
| ---------------------------------- | ------------------ |
| Postman Pat/Patbot 3000            | Stephen Mangan     |
| Pat's Singing Voice                | Ronan Keating      |
| Sara Clifton                       | Susan Duerden      |
| Julian Clifton                     | Sandra Teles       |
| Jess the Cat/Jessbot 3000/UDM 3000 | Mike Disa          |
| Mrs. Goggins                       | Jane Carr          |
| Dr Sylvia Gilbertson               | Anastasia Griffith |
| Alf Thompson                       | Darren Richardson  |
| Dorothy Thompson                   | Olivia Poulet      |
| Bill Thompson                      | Steven Kynman      |
| Reverend Peter Timms               | Enn Reitel         |
| Ted Glen                           | Dan Hildebrand     |
| George Lancaster                   | Jacob Witkin       |
| Rebecca Hubbard                    | Jean Gilpin        |
| Major Forbes                       | Jacob Witkin       |
| Police Constable Arthur Selby      | Enn Reitel         |
| Lucy Selby                         | Teresa Gallagher   |
| Ajay Bains                         | Brian George       |
| Nisha Bains                        | Parminder Nagra    |
| Meera Bains                        | Jo Wyatt           |
| Amy Wrigglesworth                  | Aimee Osbourne     |
| Michael Lam                        | Kieron Elliot      |
| Ben Taylor                         | TJ Ramini          |
| Lauren Taylor                      | Anastasia Griffith |
| Lizzy Taylor                       | Becky Wright       |

### Gastpersonages
| Personage                                     | Engelse stem       |
| --------------------------------------------- | ------------------ |
| Radio presenter of Radio Greendale\Radio Host | Chris Evans        |
| Edwin Carbunkle                               | Peter Woodward     |
| Simon Cowbell                                 | Robin Atkin Downes |
| Director Mr. Brown                            | Jim Broadbent      |
| Wilf                                          | David Tennant      |
| Josh                                          | Rupert Grint       |
| Chat Host                                     | Laura Solon        |
| Granny Carbunkle                              | Jane Carr          |

## Stemmen (nasynchronisatie)

### Hoofdpersonages
- De Nederlandse nasynchronisatie voor de film werd niet gedaan door Creative Sounds BV zoals bij de serie, dat werd gedaan door VSI Amsterdam.
- Johan Huf die de Nederlandse stem insprak als de Majoor, is in het echt postbode bij PostNL.
- Sita Manichand is de enige stemactrice die ook in de serie, Pieter Post de stem deed van Nisha Beens.

| Personage                            | Nederlandse stem                         | Vlaamse stem                             |
| ------------------------------------ | ---------------------------------------- | ---------------------------------------- |
| Pieter Post/Pieterbot 3000           | Jan de Hoop                              | Lucas Van den Eynde                      |
| Zingende Pieter Post                 | Tony Neef                                | Tony Neef                                |
| Sarah                                | Hildegard van Nylen                      | Hildegard van Nylen                      |
| Julian                               | Sem Ragas                                | Sem Ragas                                |
| Smoes de Poes/Smoesbot 3000/UDM 3000 | Mike Disa                                | Mike Disa                                |
| Mevrouw de Kok                       | Maria Lindes                             | Maria Lindes                             |
| Dokter Geurtsen                      | Marloes van den Heuvel                   | Marloes van den Heuvel                   |
| Ab van Driel                         | Rob van de Meeberg                       | Rob van de Meeberg                       |
| Dora van Driel                       | Beatrijs Sluijter                        | Beatrijs Sluijter                        |
| Dik van Driel                        | Kylian de Graaff                         | Kylian de Graaff                         |
| Sjakie Pruisen                       | Casper Hensbergen                        | Casper Hensbergen                        |
| Dominee Klomp                        | Fred Meijer                              | Fred Meijer                              |
| Baas Klus                            | Fred Meijer                              | Fred Meijer                              |
| Jaap Lokman                          | Leo Richardson                           | Leo Richardson                           |
| Juffrouw (Bertha) Bartels            | Beatrijs Sluijter                        | Beatrijs Sluijter                        |
| Majoor                               | Johan Huf                                | Johan Huf                                |
| Agent Arthur van Cel                 | Rob van de Meeberg (trailer) Hero Muller | Rob van de Meeberg (trailer) Hero Muller |
| Lucy van Cel                         | Laura van Bussel                         | Laura van Bussel                         |
| Adjee Beens                          | Reinder van der Naalt                    | Reinder van der Naalt                    |
| Nisha Beens                          | Sita Manichand                           | Sita Manichand                           |
| Meera Beens                          | Marjolein van Dorp                       | Marjolein van Dorp                       |
| Anna                                 | Sita Manichand                           | Sita Manichand                           |
| Michael                              | Arwin Bakker                             | Arwin Bakker                             |
| Ben Timmer                           | Pieter Verelst                           | Pieter Verelst                           |
| Laura Timmer                         | Edna Kalb                                | Edna Kalb                                |
| Lissy Timmer                         | Nicole van Dorp                          | Nicole van Dorp                          |

### Gastpersonages
| Personage                       | Nederlandse stem       | Vlaamse stem           |
| ------------------------------- | ---------------------- | ---------------------- |
| Presentator bij Radio Groenbeek | Fred Meijer            | Fred Meijer            |
| Edwin Karbonkel                 | Olaf Wijnants          | Olaf Wijnants          |
| Simon Cowbell                   | Bart Oomen             | Bart Oomen             |
| Directeur Mr. de Bruin          | Lucas Dietens          | Lucas Dietens          |
| Wil                             | Thijs van Aken         | Thijs van Aken         |
| Jos                             | Jurre Otto             | Jurre Otto             |
| Talkshowdame                    | Marloes van den Heuvel | Marloes van den Heuvel |
| Oma Karbonkel                   | Maria Lindes           | Maria Lindes           |